# Unutarnji Kartli
Unutarnji Kartli (gruz. შიდა ქართლი, gruzijski izgovor: [ʃidɑ kʰɑrtʰli]) je administrativna regija na istoku Gruzije. Na površini od 3.370 kilometara kvadratnih, po popisu iz 2020. godine, živi oko 300.000 stanovnika. Sastoji se od pet općina i jednog samoupravnog grada, Gorija, koji je peti grad po broju stanovnika u cijeloj državi.
Sjeverni dio regije, okrug Dzau i sjeverna područja općinâ Kareli i Gori (ukupno 1.393 km2) od 1992. godine pod kontrolom je odmetnute republike Južne Osetije, a ruske trupe su je zauzele 2008. godine, nakon Gruzijsko-ruskog sukoba. 

## Vanjske poveznice
- Regionalna razvojna Agencija Unutarnjih Kartli